# Magnesiastäbchen
Magnesiastäbchen sind weiße 10 bis 15 cm lange Stäbchen aus gepresstem Magnesiumoxid (Magnesia). Sie sind hitzebeständig (Schmelzpunkt etwa 2800 °C) und werden als Ersatz für Platindraht in der qualitativen anorganischen Vorprobenanalyse bei Flammenfärbungen u. a. bei der Boraxperle, verwendet, da sie selbst auf die Farbe der Flamme keinen Einfluss haben.

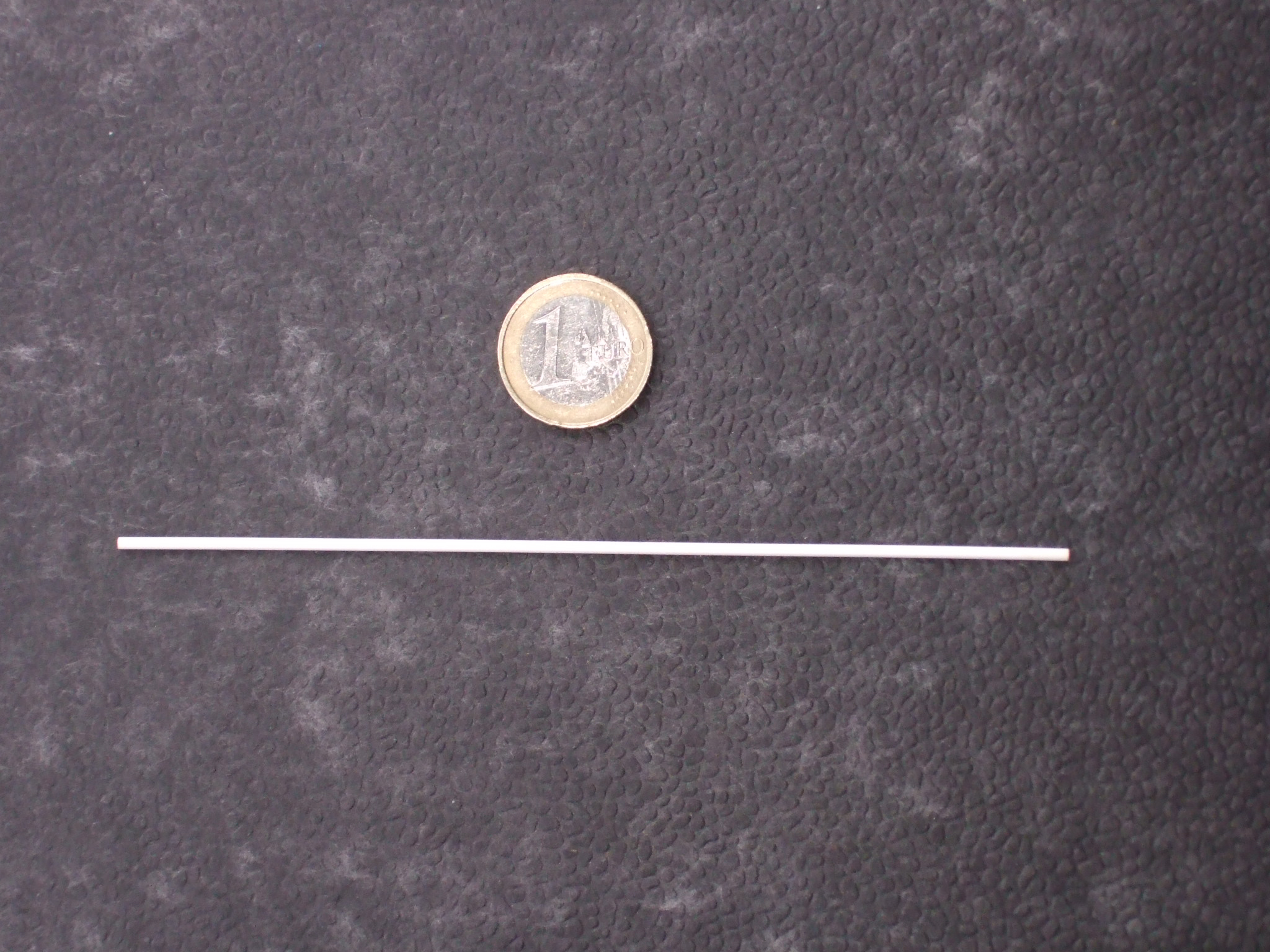
Magnesiastäbchen mit 1 € Münze zum Größenvergleich
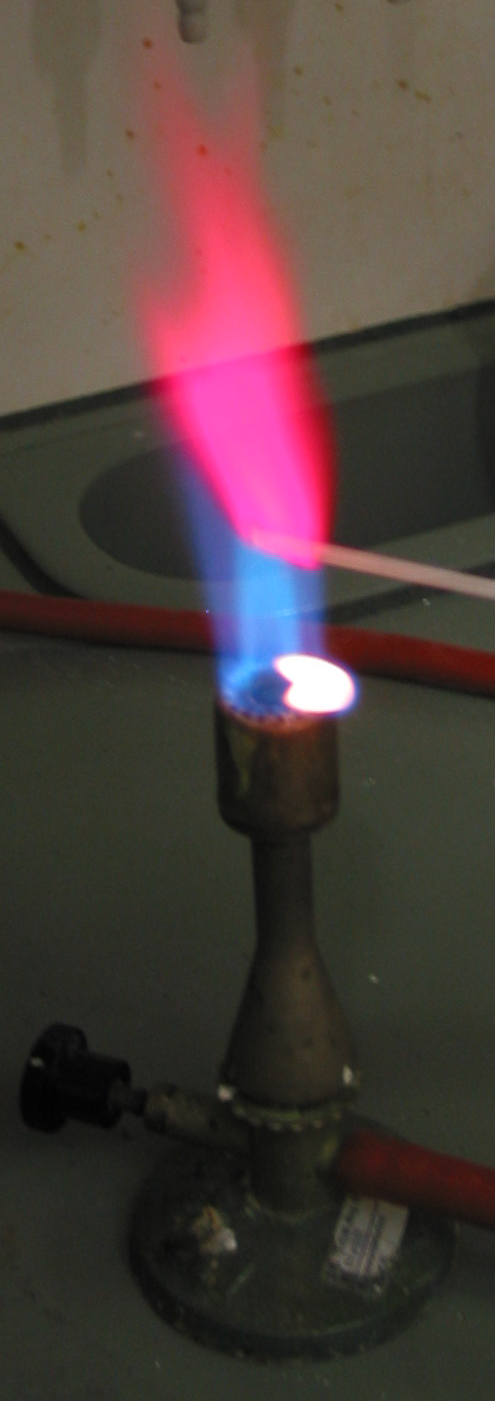
Magnesiastäbchen mit Lithiumsalz